# Moustapha Salifou
Moustapha Salifou (* 1. Juni 1983 in Lomé) ist ein togoischer Fußballspieler, der im Mittelfeld zum Einsatz kommt.

## Karriere

### Verein

#### Von Togo in die zweiten Ligen in Europa
Moustapha Salifou spielte bis zum Jahr 2002 in seinem Heimatland Togo bei Modèle de Lomé, bevor er nach Deutschland wechselte und beim damaligen Zweitligisten Rot-Weiß Oberhausen unterschrieb. Dort kam er in den folgenden drei Jahren auf 33 Einsätze in der 2. Bundesliga und erzielte ein Tor. Nach dem Abstieg der Oberhausener im Jahr 2005 wechselte Salifou auf Leihbasis zum französischen Zweitligisten Stade Brest, wo er in der Saison 2005/06 jedoch auf nur sieben Einsätze kam. Ab der Saison 2006/07 spielte Salifou für den Schweizer Zweitligisten FC Wil. In seiner ersten Saison in Wil kam er zu 19 Einsätzen. Hierbei traf er zweimal. In der Folgesaison kam Salifou noch zu vier Einsätzen, bevor er den Verein im August 2007 verließ.

#### Ersatzspieler in der Premier League
Am 31. August 2007 ging Salifou, der aufgrund seiner Spielmacherqualitäten nach der WM 2006 den Spitznamen „togoischer Zidane“ erhielt, nach einem erfolgreichen Probetraining in die englische Premier League zu Aston Villa und unterschrieb dort einen Einjahresvertrag. Zu seinem Debüt kam Salifou allerdings erst im Januar 2008. Am 12. Januar 2008 debütierte Salifou für Aston Villa, als er am 22. Spieltag, wo der Club aus Birmingham mit 3:1 gegen den FC Reading siegte, in der 90. Minute für John Carew eingewechselt wurde. Nach der erfolgreichen Saison bei Aston Villa wurde sein Vertrag um weitere 3 Jahre verlängert.

#### Rückkehr nach Deutschland
Am 22. November 2011 kehrte Salifou nach Deutschland zurück und unterschrieb beim Drittligisten 1. FC Saarbrücken, wo er als Verstärkung präsentiert wurde. In Saarbrücken traf er auf Jürgen Luginger, den er aus gemeinsamen Zeiten bei Rot-Weiß Oberhausen kennt. Sein Debüt für den saarländischen Hauptstadtklub feierte er am 26. November 2011. Beim 3:1-Sieg am 18. Spieltag gegen Kickers Offenbach wurde er in der 80. Minute für Marcel Ziemer eingewechselt. Nach Saisonende verließ er Saarbrücken und nach fast zwei Jahren ohne Verein schloss er sich März 2014 für vier Monate dem TSV 1860 Rosenheim an. Nach erneut einem Jahr ohne Verein spielt Salifou seit August 2015 für Türkspor Augsburg.

### Nationalmannschaft
Für die togoische Nationalmannschaft debütierte Salifou bereits im Alter von 17 Jahren und bestritt bis 2013 insgesamt 66 Länderspiele, wobei er sechs Tore erzielte. Zudem stand er im Kader für die Weltmeisterschaft 2006 in Deutschland, wo er bei allen drei Spielen der Togoer mitwirkte.